# اسکاد

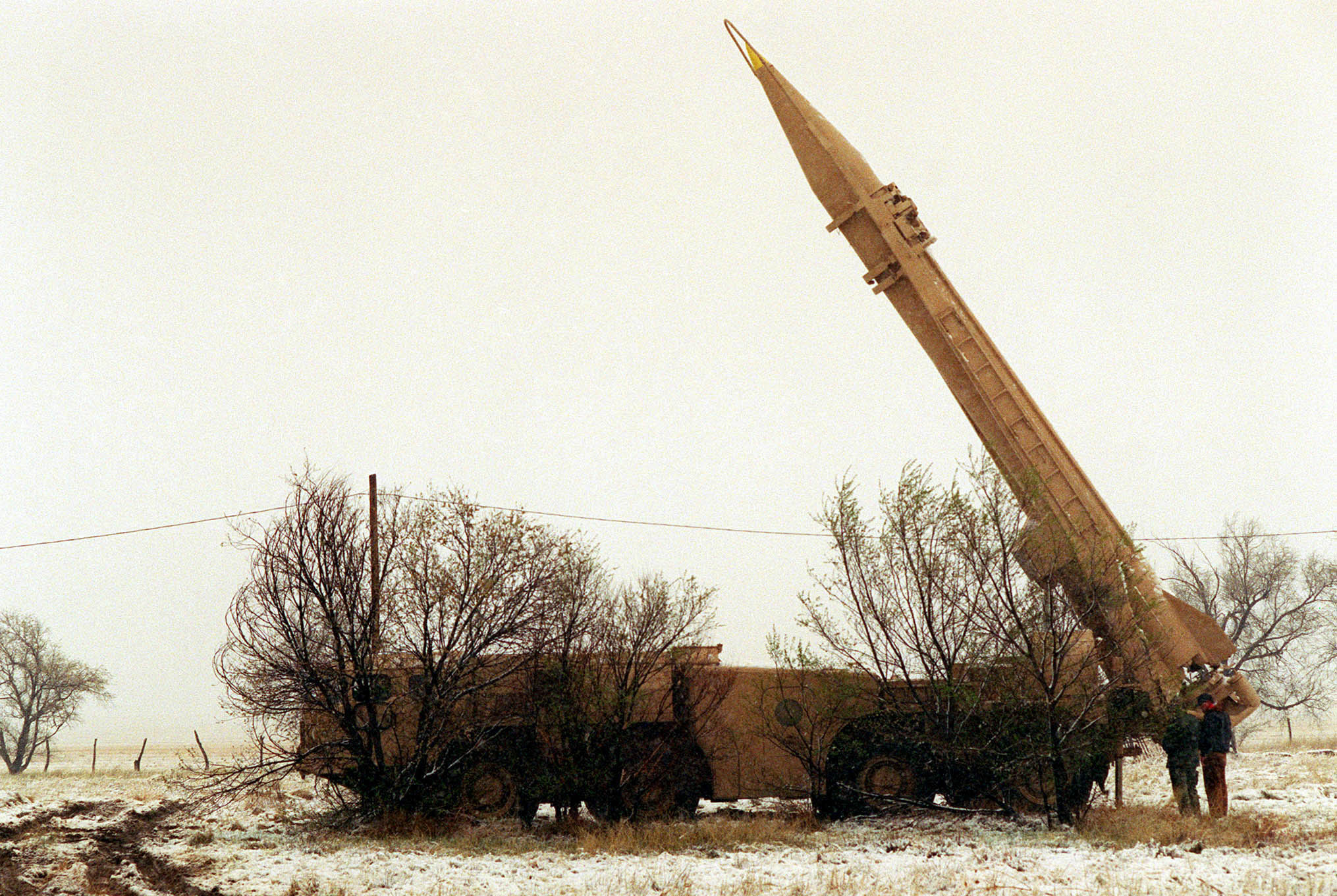
موشک اسکاد

اسکاد نام‌گذاریِ ناتو برای خانواده‌ای از موشک‌های بالستیک کوتاه‌برد ساخت اتحاد جماهیر شوروی است که در دوران جنگ سرد تولید شد و به صورت گسترده به دیگر کشورهای هم‌پیمان با کشور شوروی خصوصاً کشورهای جهان سوم صادر شده‌است. «اسکاد» نامی است که توسط ناتو به این سری موشک‌ها داده شد و معمولاً برای اشاره به تمامی موشک‌هایی که در کشورهای مختلف بر اساس تکنولوژی اسکاد ساخته شده‌اند نیز استفاده می‌شود. نام روسی این موشک‌ها آر-۱۱ (اولین نمونه)، آر-۱۷ و آر-۳۰۰ البروس است. که موتور آن از سوخت مایع استفاده می‌کند. این موشک در راستای عمودی پرتاب و معمولاً بر روی سکوهای کوچک و متحرک سوار می‌شود.
مدل‌های مختلف موشک اسکاد بین ۱۸۰ کیلومتر تا هزار کیلومتر برد دارند و وزن آن‌ها بین ۴۴۰۰ تا ۶۵۰۰ کیلوگرم است. اسکاد را می‌توان به کلاهک اتمی، شیمیایی یا بمب‌های متعارف تجهیز کرد.

## انواع و مشخصات
اولین مدل این موشک که اسکاد-آ نامیده می‌شود در سال ۱۹۵۷ وارد ارتش شوروی شد. این موشک ۱۸۰ کیلومتر برد و خطای زیادی در حدود ۳ کیلومتر داشت. اسکاد-بی که رایج‌ترین مدل این موشک است از سال ۱۹۶۵ تولید شده و برد آن به ۳۰۰ کیلومتر افزایش و خطای آن به ۴۵۰ متر کاهش یافته بود. وزن اسکاد-بی به ۵۹۰۰ کیلوگرم، طول آن به ۱۱٫۲۵ متر می‌رسد و کلاهک جنگی آن ۹۸۵ کیلوگرم است. اسکاد-سی مدل دوربردتر اسکاد-بی بود که هم‌زمان با آن تولید می‌شد و برد آن به حدود ۵۵۰ کیلومتر افزایش یافته بود اما این افزایش به قیمت کوچک شدن کلاهک جنگی (۶۰۰ کیلوگرم) و کاهش دقت (حدود ۷۰۰ متر) به دست آمده بود.
اسکاد-دی مدل بهینه‌یافته‌ای از اسکاد است که در سال ۱۹۸۹ ارائه شد اما در آن زمان شوروی‌ها موشک‌های بالستیک بسیار بهتری در اختیار داشتند به همین دلیل این موشک را به عنوان بهینه‌سازی اسکاد-بی به کشورهای دارنده این موشک پیشنهاد کردند. در اسکاد-دی کلاهک در طول مسیر از بدنه موشک جدا می‌شود و بقیه مسیر را با سیستم هدایتی خود ادامه می‌دهد به این ترتیب برد موشک به هزار کیلومتر افزایش یافته‌است. همچنین با داشتن یک دوربین فیلمبرداری قادر است تصویر هدف را با تصویری که در کامپیوتر آن ذخیره شده مطابقت دهد که این کار منجر به کاهش ضریب خطا تا ۵۰ متر شده‌است.

## نحوه عملکرد
موشک اسکاد مسیری کمانی‌شکل را در طول پرتاب خود طی می‌کند. در مقطع اول، اوج می‌گیرد و به کمک موتورهایش از جو زمین خارج می‌شود. سپس وارد یک مقطع پرواز آزاد می‌شود، تا لحظه‌ای که مجدداً به جو زمین برمی‌گردد و به سمت زمین سقوط می‌کند. ژیروسکوپ‌های موجود بر روی راکت، آن را در مقطع اوج‌گیری هدایت می‌کنند. هرگاه که موتورها خاموش شوند، به تبع آن موشک اسکاد به سمت هدف خود سرازیر می‌شود. دقت اسکاد در زمینه هدف‌گیری ضعیف است.

## توسعه

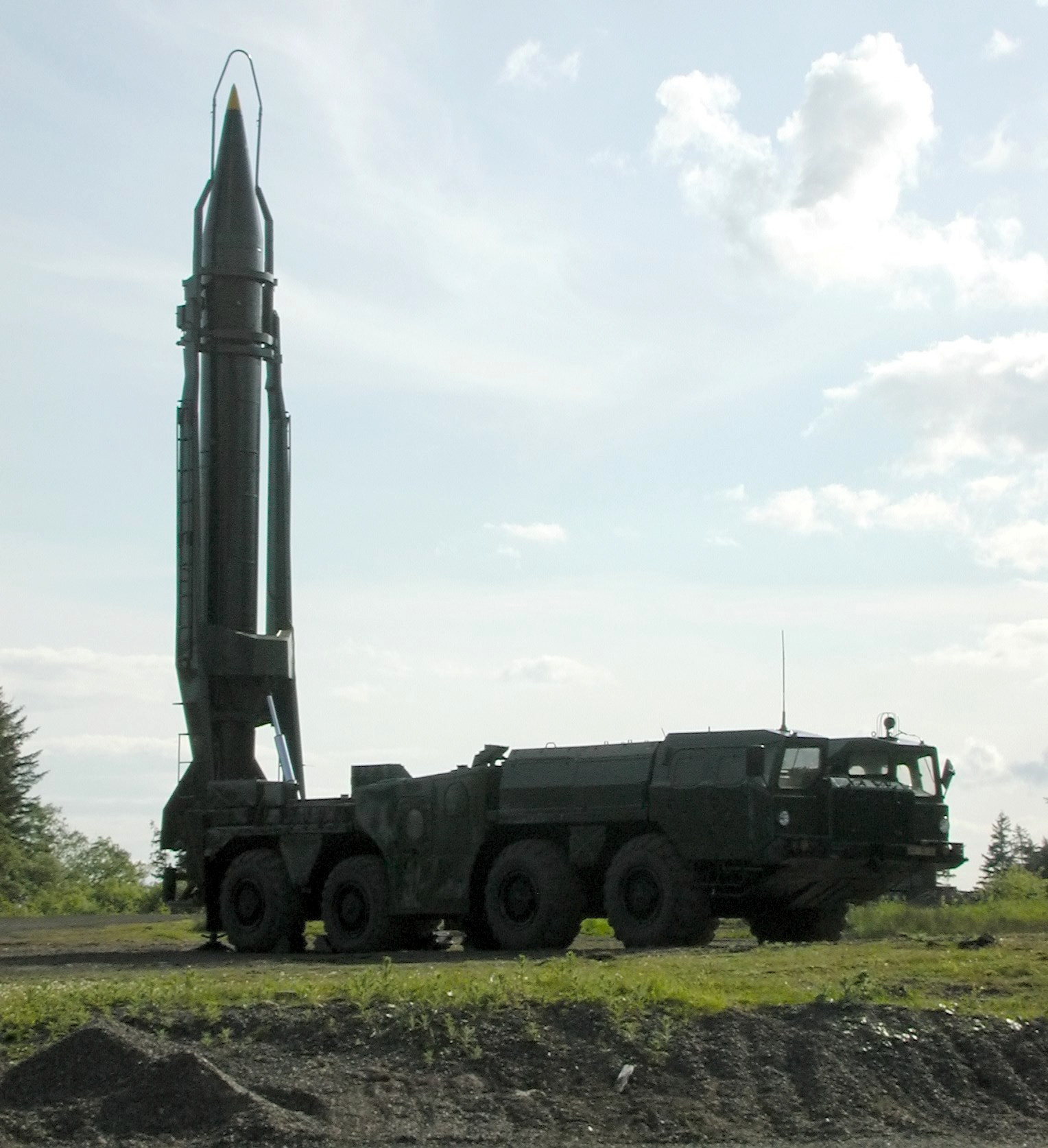
موشک اسکاد

اولین استفاده از اصطلاح اسکاد توسط ناتو به نام «اس اس-۱بی اسکاد-اِی» بود، که همان موشک «آر-۱۱» است. موشک اسکاد از نظر تکنولوژی پایه‌ای، تفاوت چندانی با راکت «وی-۲» که توسط ارتش آلمان نازی ساخته شد، ندارد.
در اوایل موشک آر-۱ با نام SS-1 Scunner توسط ناتو شناخته می‌شد، ولی طراحی بسیار متفاوتی داشت. موشک «آر-۱۱» از تکنولوژی «وی-۲» استفاده کرده بود، ولی یک طراحی جدید داشت، کوچکتر از موشک‌های «وی-۲» و «آر-۱» بود و شکل متفاوتی نسبت به آن‌ها داشت. موشک «آر-۱۱» توسط شرکت شرکت موشکی اس‌پی کارالیوف و صنایع فضایی انرگیا ساخته شد و از سال ۱۹۵۷ وارد خدمت شد. انقلابی‌ترین ابداع در موشک‌های «آر-۱۱» موتور آن بود که توسط شرکت عیسایف ساخته شد. این موشک خیلی ساده‌تر از طراحی چند محفظه‌ای موشک «وی-۲» بود و در آن از صفحه ضدلرزش استفاده شده بود تا از منفجر شدن بر اثر فشار پرواز جلوگیری کند. این موتور یک پیشروی قابل‌توجه نسبت به موتورهای بزرگ‌تری بود که در وسایل پرتاب شوروی استفاده می‌شد.

## کاربرد
اسکاد از معروف‌ترین و شایع‌ترین موشک‌های بالستیک است و از نظر تعداد شلیک در جنگ‌های واقعی رتبه دوم را پس از موشک آلمانی وی-۲ دارد. نخستین مورد استفاده از اسکاد به جنگ ۱۹۷۳ اعراب و اسرائیل بازمی‌گردد که در جریان آن سه موشک مصری به سوی سرپل‌های ارتباطی ارتش اسراییل در ساحل غربی کانال سوئز شلیک شدند که به مرگ هفت سرباز اسرائیلی منجر شد. یکی از مهم‌ترین موارد استفاده از این موشک نیز به جنگ ایران و عراق مربوط می‌شود. جمهوری اسلامی ایران پس از خرید چند فروند از این نوع موشک (احتمالا از کرهٔ شمالی) تا حدودی موفق به بازدارندگی و توقف حملات عراق به شهرهای خود شد. ارتش لیبی نیز در سال ۱۹۸۶ در پاسخ به حمله هوایی آمریکا با شلیک دو موشک اسکاد نیروهای ساحلی آمریکایی مستقر در جزیره لامپدوزای ایتالیا را هدف قرار داد که هر دو موشک به خطا رفتند. نیروهای ارتش سرخ و جمهوری دمکراتیک افغانستان نیز در جریان جنگ دهه ۱۹۸۰ افغانستان از موشک‌های اسکاد علیه پایگاه‌های مخالفان اسلام‌گرای خود در افغانستان و پاکستان استفاده کردند. در جریان جنگ داخلی سال ۱۹۹۴ یمن، جنگ عربستان و یمن در سال ۲۰۱۵ (اسکاد سی یمن پایگاه نظامی السلیل عربستان را از فاصله ۴۰۰ کیلومتری هدف قرار داد) و جنگ سال ۱۹۹۶ روسیه در چچن، و جنگ داخلی ۲۰۱۱ لیبی نیز به‌طور محدودی از اسکاد استفاده شد و گزارش‌هایی از شلیک اسکاد در جنگ داخلی سوریه نیز منتشر شده‌است.

### جنگ ایران و عراق
یکی از مهم‌ترین موارد استفاده از این موشک به جنگ ایران و عراق مربوط می‌شود که هر دو کشور به صورت گسترده‌ای از موشک‌های اسکاد علیه شهرها و مراکز استراتژیک یکدیگر استفاده کردند. در حالی‌که عراقی‌ها از پیش از جنگ موشک‌های اسکاد و موشک بالستیک کوتاه‌بردتر فراگ-۷ را از شوروی خریداری کرده بودند، ایرانی‌ها تا سال ۱۹۸۵ موفق به تهیه این موشک نشده بودند. ایران در این سال تعداد کمی اسکاد-بی از لیبی دریافت کرده و در اختیار یک واحد ویژه سپاه پاسداران قرار داد تا بغداد و کرکوک را هدف قرار دهند هرچند که این حملات به دستور خمینی با هشدار قبلی انجام می‌شد و تلفات قابل توجه ای از مردمی عادی در پی نداشت اما تأثیر زیادی در متوقف کردن حملات عراق به شهرهای ایران داشت و عراق به دلیل مسافت زیاد، قادر به هدف قرار دادن پایتخت ایران با استفاده از این نوع موشک‌ها نبود. وقتی شوروی حاضر نشد موشک‌های بالستیک دوربردتر تی‌آر-۱ تمپ (اس‌اس-۱۲) را به عراق بفروشد، آن‌ها تصمیم به ساخت مدل تولید داخل دوربردتر اسکاد با نام موشک الحسین گرفتند. ایرانی‌ها نیز برای دریافت موشک‌های بالستیک به کره شمالی متوسل شدند تا علاوه بر خریداری مدل‌های کره‌ای اسکاد، آن‌ها را در داخل ایران هم تولید کنند. زمستان سال ۱۳۶۶ با به بن‌بست رسیدن جنگ در مرزها «جنگ شهرها» به اوج خود رسید. در این مرحله از جنگ که به «دوئل اسکاد» معروف شده بود، عراقی‌ها در طول حدود ۵۰ روز به شلیک ۱۸۹ موشک، که بیشتر آن‌ها از نوع الحسین بودند، اقدام کردند که ۱۳۵ فروند از آن‌ها در تهران، ۲۳ فروند در قم، ۲۲ فروند در اصفهان و تعدادی در تبریز و شیراز و کرج فرود آمد. این حملات بیش از ۲ هزار ایرانی را کشته و یک‌چهارم جمعیت تهران را فراری داد. ایرانی‌ها هم با شلیک ۷۵ تا ۷۷ موشک هواسونگ-۵ مدل تولید کره‌شمالی اسکاد که بیشتر آن‌ها در بغداد فرود آمدند به این حمله پاسخ دادند.

## کاربران

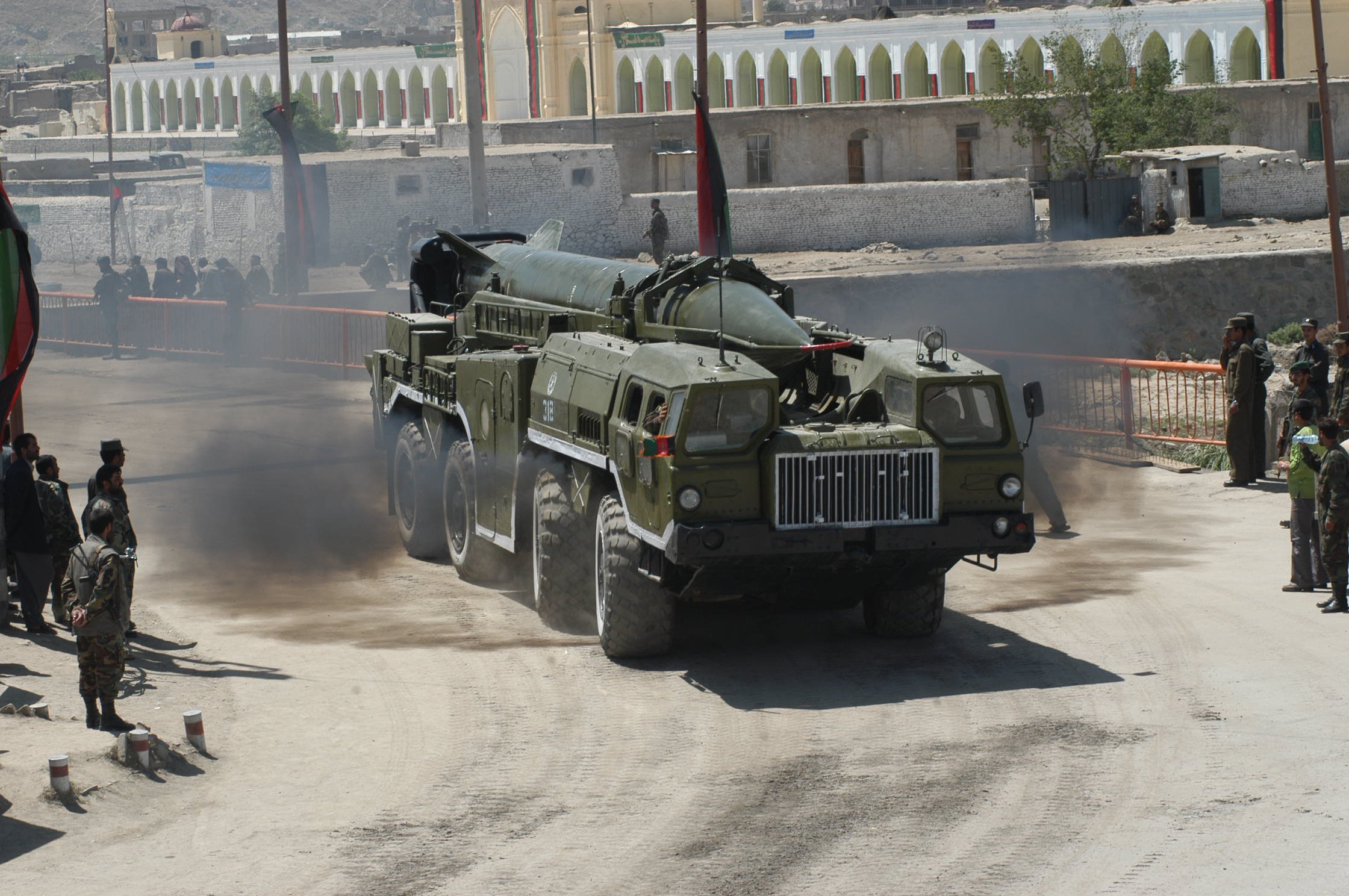
موشک اسکاد در رژه نیروی زمینی ارتش افغانستان.

کشورهای دارنده اسکاد یا نسخه‌های مشابه‌اش:
 ارمنستان(اسکاد-بی، اسکاد-سی)
 افغانستان
 پرو
 جمهوری دموکراتیک کنگو(اسکاد-بی)
 مصر(اسکاد-بی، هوسانگ-۶)
 قزاقستان(اسکاد-بی)
 لیبی(اسکاد-بی)
 کره شمالی(اسکاد-بی، اسکاد-سی، هوسانگ-۵، هوسانگ-۶، رودونگ-۱)
 سوریه(اسکاد-بی، اسکاد-سی، اسکاد-دی، هوسانگ-۶، رودونگ-۱)
 عمان(اسکاد-بی)
 ایالات متحده آمریکاحدود ۳۰ موشک و چهار پرتابگر متحرک در سال ۱۹۹۵ خریداری شده و لاکهید مارتین آن‌ها را به صورت هدف برای آزمایش موشک‌های ضدبالستیک درآورده‌است.
 ویتنام(اسکاد-بی، هوسانگ-۶?)
 یمن(اسکاد-بی، اسکاد سی)